# علاء كمال
علاء كمال هو لاعب كرة قدم مصري، ولد في 3 مارس 1985. لعب مع نادي الزمالك.

## وصلات خارجية
- علاء كمال على موقع قاعدة بيانات كرة القدم.إي يو (الإنجليزية)
- علاء كمال على موقع Soccerway.com (الإنجليزية)